# Nordisk kombination vid olympiska vinterspelen 1972
Resultat från tävlingarna i Nordisk kombination vid olympiska vinterspelen 1972 i Sapporo, Japan.

## Resultat

### Herrar
| Pl.    | Namn                   | Poäng   |
| ------ | ---------------------- | ------- |
| Guld   | Ulrich Wehling (GDR)   | 413.340 |
| Silver | Rauno Miettinen (FIN)  | 405.505 |
| Brons  | Karl-Heinz Luck (GDR)  | 398.800 |
| 4      | Erkki Kilpinen (FIN)   | 391.845 |
| 5      | Yuji Katsuro (JPN)     | 390.200 |
| 6      | Tomáš Kučera (TCH)     | 387.935 |
| 7      | Aleksandr Nossov (URS) | 387.730 |
| 8      | Kåre Olav-Berg (NOR)   | 384.800 |